# Vic Tandy
Vic Tandy (17 de febrer de 1955 - 23 de juliol de 2005) va ser professor i enginyer al Departament de Tecnologia de la Informació de la Universitat de Coventry al Regne Unit. És conegut principalment per les seves investigacions sobre la relació entre els infrasons i els fantasmes.

## Carrera
Durant 2001, se li va demanar que investigués el celler del Centre d'Informació Turística de Coventry i en 2004 va formar part d'un grup de recerca que buscava activitat paranormal al Castell de Warwick. En tots dos casos va trobar alts nivells d'infrasò present. Tandy també va fer experiments a gran escala, inclòs un experiment amb 750 participants en el Royal Festival Hall de Londres.
A més a més, ell va escriure una columna de computadora per al periòdic Coventry Telegraph sobre l'ús de computadores en l'educació superior. També va ser membre associat de la Societat per a la Recerca Psíquica i un enginyer col·legiat.

## Societat màgica de Leamington i Warwick
Vic Tandy està interessat en els trucs i tècniques de màgia tradicionals que fan servir els mags escènics. Creia que aquest coneixement li permetria detectar l'engany. En el moment de la seva mort, era membre de ple dret de la Societat Màgica de Leamington i Warwick.

## Treballar amb infrasò
A principis de la dècada de 1980, Tandy estava treballant en un laboratori d'investigació per a una empresa de fabricació mèdica quan es va emmalaltir. Segons les seves pròpies paraules: “Estava suant, però feia fred, la sensació de depressió era clara, però hi havia alguna cosa més. Com si hi hagués alguna cosa a l'habitació amb mi." Tandy va afirmar més tard que va veure aparèixer un esperit a la seva visió perifèrica, però quan es va girar per mirar la figura, aquesta va desaparèixer. Va descobrir per accident la causa de la seva "obsessió". L'endemà, Tandy estava polint la seva espasa quan es va adonar que la fulla vibrava fins i tot mentre estava assegut al suport. Aleshores, a Tandy se li va ocórrer la idea que els infrasons podien existir en un laboratori. Experiments posteriors van demostrar que les ones infrasòniques al laboratori eren més altes prop de l'escriptori de Tandy, on va veure el fantasma. Es va descobrir que els infrasons provenien d'un sistema d'escapament recentment instal·lat que creava ones estacionàries.
Tandy va recrear la seva experiència i va publicar les seves conclusions al Journal of the Society for Psychical Research a través d'un doctorat. Toni Lawrence. La seva investigació va concloure que les ones infrasòniques amb freqüències al voltant de 19 Hz tenen una sèrie d'efectes fisiològics, com ara por, tremolors i il·lusions òptiques causades per vibracions en el mateix ull. Tot i que no han proposat aquestes teories, seria interessant que fossin els primers a relacionar-ho amb els albiraments de fantasmes. Tandy també va aparèixer al documental Ghosts of the London Underground.

## Mort
Tandy va morir el 23 de juliol de 2005 als 50 anys.